# Usine Claude-et-Duval
Pour les articles homonymes, voir Claude et Duval.
L'usine Claude-et-Duval est une bonneterie située à Saint-Dié-des-Vosges, dans le département des Vosges, en France. Le bâtiment est le seul bâtiment industriel conçu par Le Corbusier. Il est inscrit depuis le 17 juillet 2016 au patrimoine mondial de l'UNESCO avec seize autres œuvres au titre de « L'œuvre architecturale de Le Corbusier ».
En 2014, l'entreprise compte 80 salariés.

## Histoire
Le dirigeant d'entreprise Jean-Jacques Duval (1913-2009), fervent admirateur des théories urbanistiques de Le Corbusier, avec l'appui de quelques amis industriels, fit nommer urbaniste-conseil de la ville son ami architecte dès le 19 avril 1945. La municipalité déodatienne ayant rejeté le projet de reconstruction de la ville, Jean-Jacques Duval demanda alors à Le Corbusier de concevoir le projet de reconstruction de l'usine familiale de bonneterie détruite aux deux tiers par l'incendie de novembre 1944 déclenché par l'occupant en déroute. 
Les études commencèrent en janvier 1947. Au début du mois d'avril 1948 eut lieu l'ouverture du chantier. La construction se termina trois ans plus tard, en 1951.
L'usine ouvrit en 1952 après que son intérieur fut équipé de meubles de Charlotte Perriand et de Jean Prouvé.
L'usine est classée monument historique en 1988. Elle appartient à la même famille depuis sa construction.

## Architecture
L'usine est construite en béton armé et montée sur pilotis. La conception verticale de l'édifice, inhabituelle pour un bâtiment industriel, résulte à la fois de la surface limitée de l'emprise au sol, de la nécessité d'entreposer les réserves de charbon, de garer les deux cents vélos du personnel et, dernière raison mais non la moindre, de donner à ce dernier un espace agréable et lumineux de travail.
Le projet est en outre l'occasion pour les collaborateurs directs de l'architecte (Vladimir Bodiansky et André Wogenscky) d'expérimenter grandeur nature un brise-soleil qui, accroché en façade jouerait à la fois un rôle esthétique et fonctionnel (atténuer la diffusion de la lumière directe sur les postes de travail et en protéger les tissus aux couleurs fragiles).
Le « toit-terrasse » est présenté quant à lui par Le Corbusier comme un indispensable endroit de convivialité entre usagers des bâtiments, que ces derniers soient des blocs d'habitation, de bureaux ou, en l'occurrence une usine. Le toit-terrasse doit ainsi mêler usages de circulation, de loisirs et de rencontres.
La manufacture, achevée avant l'Unité de Marseille, est par ailleurs le premier immeuble conçu en appliquant le concept du Modulor. Le Corbusier avait défini celui-ci comme étant une gamme de dimensions harmoniques à l'échelle humaine, universellement applicable à l'architecture et à la mécanique. Une série de dessins caractérisant l'espace qu'occupe un homme de 6 pieds corrélait alors, pour illustration, une double série de nombres.
Une statue située près du Grand Pont de Saint-Dié des Vosges, à l'entrée de la rue Thiers, rappelle ce concept visant à unir nombre d'or et construction modulaire. 
L'usine de confection Claude-et-Duval demeure la seule empreinte du projet de reconstruction du centre ville de Saint-Dié mené par Le Corbusier en 1945-1946.
Ce projet global affectait les activités de production industrielle à un secteur de la ville ; la distance entre lieu de travail et logis des salariés devant respecter l’impératif d'une distance maximale d'un quart d'heure à pied.
Depuis 2020 une association locale entend populariser l’œuvre de l'architecte suisse en dotant le site industriel d’une annexe destinée à devenir un centre d’interprétation de son architecture,. 